# Tiro com arco nos Jogos Mundiais de 2013
A competição de Tiro com arco nos Jogos Mundiais de Cali-2013 ocorreu entre os dias 25 de Julho a 1 de Agosto de 2013.
O evento Arco Composto teve como sedes o "De La Caña Park" (fase eliminatória) e as finais no Mundalista Roller Skating stadium. A competição de Arco Recurvo e "barebow" aconteceram no San Antonio Hills Park.

## Medalhistas

### Arco composto
| Evento        | Ouro                  | Prata                         | Bronze                        |
| ------------- | --------------------- | ----------------------------- | ----------------------------- |
| Masculino     | Reo Wilde             | Pierre Julien Deloche         | Roberto Hernandez             |
| Feminino      | Erika Jones           | Camilla Soemod                | Sara Lopez                    |
| Duplas Mistas | Reo Wilde Erika Jones | Sergio Pagni Marcella Tonioli | Paul Titscher Kristina Berger |

### Arco recurvo
| Evento    | Ouro                   | Prata         | Bronze         |
| --------- | ---------------------- | ------------- | -------------- |
| Masculino | Jean-Charles Valladont | Brady Ellison | Alan Wills     |
| Feminino  | Naomi Folkard          | Elena Richter | Jessica Tomasi |

### Barebow
| Evento    | Ouro              | Prata         | Bronze           |
| --------- | ----------------- | ------------- | ---------------- |
| Masculino | Giuseppe Seimandi | David Garcia  | Bobby Larsson    |
| Feminino  | Lina Björklund    | Andrea Raigel | Eleonora Strobbe |

## Quadro de Medalhas
| Ordem | País           | Medalha de ouro | Medalha de prata | Medalha de bronze |    |
| ----- | -------------- | --------------- | ---------------- | ----------------- | -- |
| 1     | Estados Unidos | 3               | 1                |                   | 4  |
| 2     | Itália         | 1               | 1                | 2                 | 4  |
| 3     | França         | 1               | 1                |                   | 2  |
| 4     | Grã-Bretanha   | 1               |                  | 1                 | 2  |
| 4     | Suécia         | 1               |                  | 1                 | 2  |
| 6     | Alemanha       |                 | 1                | 1                 | 2  |
| 7     | Noruega        |                 | 1                |                   | 1  |
| 7     | Áustria        |                 | 1                |                   | 1  |
| 7     | Espanha        |                 | 1                |                   | 1  |
| 10    | El Salvador    |                 |                  | 1                 | 1  |
| 10    | Colômbia       |                 |                  | 1                 | 1  |
| TOTAL | TOTAL          | 7               | 7                | 7                 | 21 |